# Course du Mont Washington
Cet article concerne la course à pied. Pour la course automobile, voir Course de côte du Mont Washington. Pour la course cycliste, voir Mount Washington Hillclimb.
La course du Mont Washington (en anglais : Mount Washington Road Race) est une course de montagne qui relie Glen House au sommet du mont Washington dans le New Hampshire aux États-Unis. Elle a été créée en 1936.

## Histoire
En 1904, George Foster, un étudiant en médecine, court la route du mont Washington pour impressionner ses amis. Il atteint le sommet en 1 h 42, plus vite qu'aucune automobile à l'époque. En 1936, les amis de ce dernier décident de créer la course en son honneur et pour tenter de battre son temps. Douze coureurs rallient l'arrivée, dont Francis Farrah le premier. La course est interrompue après 1938 en raison de la Seconde Guerre mondiale. Elle est relancée en 1961 pour célébrer le 100e anniversaire de l'Auto Road. Après une brève interruption entre 1963 et 1965, elle se déroule chaque année au mois de juin depuis 1966,.
En 1972, Charlotte Lettis est la première femme à remporter la course en 1 h 40 min 8 s.
En 1990, le Néo-Zélandais Derek Froude est le premier coureur à franchir la barre de l'heure en 56 min 19 s.
Le multiple champion du monde Jonathan Wyatt remporte la victoire en 2004 en établissant le record du parcours en 56 min 41 s. En 2010, c'est l'Éthiopienne Shewarge Amare qui établit le record féminin du parcours en 1 h 8 min 21 s.
La course accueille les championnats des États-Unis de course en montagne à plusieurs reprises en 2004, 2006, 2008, 2010 et 2012.
Lors de l'édition 2019, les Américaines Brittni Hutton et Heidi Caldwell terminent les deux ax-aequo. Brittni qui effectue sa première course en montagne ne voit pas revenir sur elle Heidi, qui avait terminé deuxième l'année précédente, lors du sprint final. Les deux femmes franchissent la ligne d'arrivée en même temps.
L'édition 2020 est annulée en raison de la pandémie de Covid-19.

## Parcours
Le départ est donné depuis le péage de Glen House. Il suite l'Auto Road jusqu'au sommet du mont Washington. Il mesure 12,23 km pour 1 417 m de dénivelé.
En 2002, pour la première fois dans l'histoire de la course, le parcours doit être raccourci en raison des conditions météo particulièrement mauvaise avec du froid, du brouillard, de la pluie et des vents violents au sommet. L'arrivée est abaissée à environ mi-parcours qui fait alors 6,0 km pour 701 m de dénivelé.
En 2022, la section dite du 5-mile est finalement goudronnée après des travaux importants, rendant le parcours entièrement sur route.
Tout comme en 2002, le parcours de l'édition 2022 est raccourci à mi-parcours en raison des conditions météorologiques glaciales.

## Vainqueurs
| Année | Hommes                                              | Temps                                               | Femmes                                              | Temps                                               |
| ----- | --------------------------------------------------- | --------------------------------------------------- | --------------------------------------------------- | --------------------------------------------------- |
| 1936  | Francis Darrah                                      | 1 h 15 min 50 s                                     |                                                     |                                                     |
| 1937  | Paul Donato                                         | 1 h 16 min 24 s                                     |                                                     |                                                     |
| 1938  | Francis Darrah                                      | 1 h 15 min 27 s                                     |                                                     |                                                     |
| 1961  | John J. Kelley                                      | 1 h 8 min 54 s                                      |                                                     |                                                     |
| 1962  | Fred Norris                                         | 1 h 4 min 57 s                                      |                                                     |                                                     |
| 1966  | Leo Caroll                                          | 1 h 7 min 31 s                                      |                                                     |                                                     |
| 1967  | Angus Wooten                                        | 1 h 12 min 43 s                                     |                                                     |                                                     |
| 1968  | Mike Gallagher                                      | 1 h 6 min 13 s                                      |                                                     |                                                     |
| 1969  | Mike Gallagher                                      | 1 h 6 min 44 s                                      |                                                     |                                                     |
| 1970  | Mike Gallagher                                      | 1 h 9 min 6 s                                       |                                                     |                                                     |
| 1971  | Mike Gallagher                                      | 1 h 7 min 27 s                                      |                                                     |                                                     |
| 1972  | Roland Cormier                                      | 1 h 9 min 16 s                                      | Charlotte Lettis                                    | 1 h 40 min 8 s                                      |
| 1973  | John Cederholm                                      | 1 h 8 min 26 s                                      | Lise Demars                                         | 1 h 51 min 51 s                                     |
| 1974  | Jim Capezzuto                                       | 1 h 7 min 58 s                                      |                                                     |                                                     |
| 1975  | Gary Johnson                                        | 1 h 6 min 1 s                                       | Hester Sargent                                      | 1 h 31 min 13 s                                     |
| 1976  | Bob Hodge                                           | 1 h 5 min 31 s                                      | Eleonora Mendonça                                   | 1 h 35 min 5 s                                      |
| 1977  | Bob Hodge                                           | 1 h 4 min 44 s                                      | Eleonora Mendonça                                   | 1 h 30 min 5 s                                      |
| 1978  | Bob Hodge                                           | 1 h 4 min 13 s                                      | Eleonora Mendonça                                   | 1 h 28 min 39 s                                     |
| 1979  | Bob Hodge                                           | 1 h 2 min 8 s                                       | Martha Rockwell                                     | 1 h 28 min 39 s                                     |
| 1980  | Bob Hodge                                           | 1 h 4 min 29 s                                      | Cathy Hodgdon                                       | 1 h 26 min 44 s                                     |
| 1981  | Gary Crossan                                        | 1 h 2 min 51 s                                      | Cathy Hodgdon                                       | 1 h 22 min 57 s                                     |
| 1982  | Gary Crossan                                        | 1 h 1 min 40 s                                      | Cathy Hodgdon                                       | 1 h 22 min 40 s                                     |
| 1983  | Keith Woodward                                      | 1 h 6 min 38 s                                      | Anna Sonnerup                                       | 1 h 22 min 19 s                                     |
| 1984  | Gary Crossan                                        | 1 h 1 min 13 s                                      | Betsy Haydock                                       | 1 h 20 min 46 s                                     |
| 1985  | Bob Hodge                                           | 1 h 1 min 31 s                                      | Christine Maisto                                    | 1 h 14 min 44 s                                     |
| 1986  | Gary Crossan                                        | 1 h 2 min 10 s                                      | Christine Maisto                                    | 1 h 19 min 26 s                                     |
| 1987  | Bob Hodge                                           | 1 h 1 min 14 s                                      | Peg Donovan                                         | 1 h 15 min 5 s                                      |
| 1988  | Dave Dunham                                         | 1 h 0 min 50 s                                      | Janine Aiello                                       | 1 h 20 min 48 s                                     |
| 1989  | Dave Dunham                                         | 1 h 2 min 59 s                                      | Jacqueline Gareau                                   | 1 h 13 min 13 s                                     |
| 1990  | Derek Froude                                        | 59 min 17 s                                         | Lynn Brown                                          | 1 h 19 min 57 s                                     |
| 1991  | Derek Froude                                        | 1 h 0 min 35 s                                      | Christine Maisto                                    | 1 h 12 min 15 s                                     |
| 1992  | Matt Carpenter                                      | 1 h 0 min 42 s                                      | J'ne Day-Lucore                                     | 1 h 11 min 45 s                                     |
| 1993  | Matt Carpenter                                      | 59 min 49 s                                         | J'ne Day-Lucore                                     | 1 h 12 min 59 s                                     |
| 1994  | Dave Dunham                                         | 1 h 3 min 12 s                                      | Jacqueline Gareau                                   | 1 h 16 min 15 s                                     |
| 1995  | Gideon Mutisya                                      | 1 h 1 min 42 s                                      | J'ne Day-Lucore                                     | 1 h 17 min 29 s                                     |
| 1996  | Daniel Kihara                                       | 58 min 21 s                                         | Jacqueline Gareau                                   | 1 h 17 min 15 s                                     |
| 1997  | Craig Fram                                          | 1 h 4 min 48 s                                      | Cathy O'Brien                                       | 1 h 12 min 24 s                                     |
| 1998  | Matt Carpenter                                      | 1 h 0 min 24 s                                      | Magdalena Thorsell                                  | 1 h 10 min 9 s                                      |
| 1999  | Daniel Kihara                                       | 59 min 3 s                                          | Barbara Remmers                                     | 1 h 13 min 52 s                                     |
| 2000  | Daniel Kihara                                       | 59 min 24 s                                         | Alice Muriithi                                      | 1 h 17 min 26 s                                     |
| 2001  | Daniel Kihara                                       | 1 h 0 min 6 s                                       | Anna Pichrtová                                      | 1 h 13 min 48 s                                     |
| 2002  | Simon Gutierrez                                     | 28 min 2 s                                          | Anna Pichrtová                                      | 32 min 32 s                                         |
| 2003  | Simon Gutierrez                                     | 1 h 2 min 54 s                                      | Anna Pichrtová                                      | 1 h 12 min 50 s                                     |
| 2004  | Jonathan Wyatt                                      | 56 min 41 s                                         | Anna Pichrtová                                      | 1 h 12 min 19 s                                     |
| 2005  | Simon Gutierrez                                     | 1 h 0 min 54 s                                      | Melissa Moon                                        | 1 h 10 min 11 s                                     |
| 2006  | Eric Blake                                          | 1 h 1 min 9 s                                       | Anna Pichrtová                                      | 1 h 11 min 18 s                                     |
| 2007  | Jonathan Wyatt                                      | 1 h 1 min 25 s                                      | Anna Pichrtová                                      | 1 h 12 min 53 s                                     |
| 2008  | Eric Blake                                          | 1 h 0 min 39 s                                      | Brandy Erholtz                                      | 1 h 11 min 8 s                                      |
| 2009  | Rickey Gates                                        | 59 min 58 s                                         | Brandy Erholtz                                      | 1 h 10 min 53 s                                     |
| 2010  | Chris Siemers                                       | 1 h 0 min 22 s                                      | Shewarge Amare                                      | 1 h 8 min 21 s                                      |
| 2011  | Rickey Gates                                        | 1 h 1 min 32 s                                      | Kim Dobson                                          | 1 h 12 min 11 s                                     |
| 2012  | Sage Canaday                                        | 58 min 27 s                                         | Kim Dobson                                          | 1 h 9 min 25 s                                      |
| 2013  | Eric Blake                                          | 59 min 57 s                                         | Laura Haefeli                                       | 1 h 18 min 5 s                                      |
| 2014  | Joseph Gray                                         | 59 min 9 s                                          | Shannon Payne                                       | 1 h 10 min 12 s                                     |
| 2015  | Joseph Gray                                         | 58 min 15 s                                         | Kim Dobson                                          | 1 h 11 min 39 s                                     |
| 2016  | Joseph Gray                                         | 58 min 17 s                                         | Kim Dobson                                          | 1 h 9 min 34 s                                      |
| 2017  | Joseph Gray                                         | 58 min 57 s                                         | Shannon Payne                                       | 1 h 11 min 21 s                                     |
| 2018  | Cesare Maestri                                      | 1 h 0 min 53 s                                      | Kim Dobson                                          | 1 h 11 min 42 s                                     |
| 2019  | Eric Blake                                          | 1 h 2 min 52 s                                      | Brittni Hutton Heidi Caldwell                       | 1 h 16 min 17 s                                     |
| 2020  | Course annulée en raison de la pandémie de Covid-19 | Course annulée en raison de la pandémie de Covid-19 | Course annulée en raison de la pandémie de Covid-19 | Course annulée en raison de la pandémie de Covid-19 |
| 2021  | Joseph Gray                                         | 1 h 1 min 40 s                                      | Kim Dobson                                          | 1 h 11 min 16 s                                     |
| 2022  | Joseph Gray                                         | 27 min 44 s                                         | Kim Dobson                                          | 31 min 59 s                                         |
| 2023  | Joseph Gray                                         | 1 h 0 min 24 s                                      | Amber Ferreira                                      | 1 h 15 min 16 s                                     |
| 2024  | Joseph Gray                                         | 1 h 2 min 21 s                                      | Kayla Lampe                                         | 1 h 15 min 2 s                                      |
| 2025  | Alexandre Ricard                                    | 27 min 14 s                                         | Rena Schwartz                                       | 32 min 33 s                                         |

 Record de l'épreuve